# Borys von Zinserling
Borys von Zinserling (Zinserling, Cinzerling, Cincerling) (ur. 15 marca 1890, zm. 3 listopada 1961 w Warszawie) – scenograf, architekt, wykładowca Politechniki Warszawskiej.
Początkowo pracował w Rosji, od 1922 w Warszawie. Zasłynął jako projektant scenografii dla przedwojennych kabaretów Qui Pro Quo, Perskie Oko oraz operetek wystawianych w Teatrze Nowości. Pochowany na Cmentarzu Prawosławnym na Woli w Warszawie.

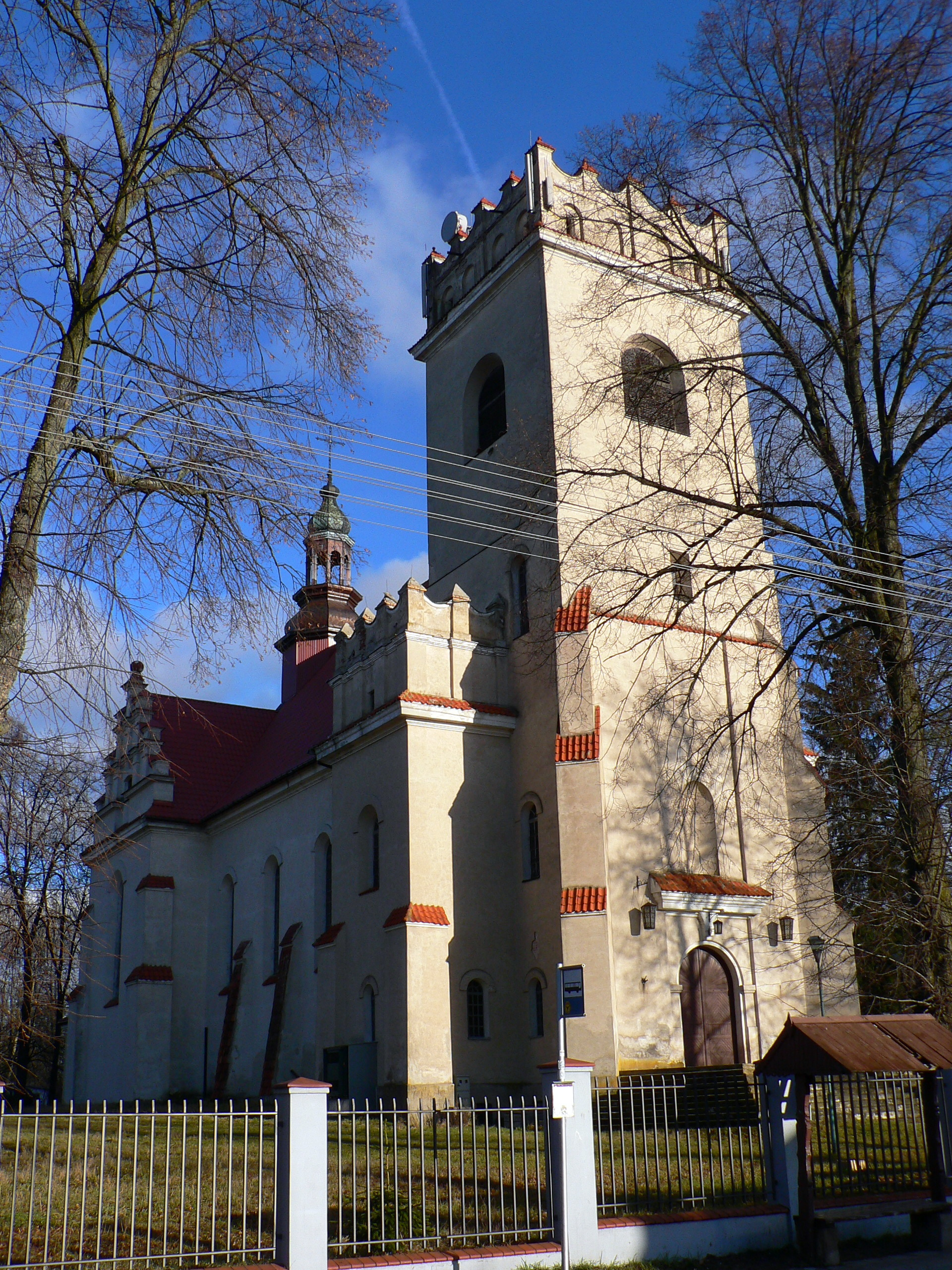
Kościół św. Teresy od Dzieciątka Jezus w Białowieży

## Ważniejsze prace
- kościół w Białowieży w „stylu narodowym”, 1927–1935
- Willa „Runo” w Zalesiu Dolnym, 1933[2],
- Kamienica Wiedigera w Warszawie, ul. Lipska 12, 1938–1939
- Pałac Raczyńskich w Warszawie – odbudowa, wspólnie z Władysławem Kowalskim 1948–1950
- Pałac Młodziejowskiego w Warszawie – odbudowa i udana adaptacja wnętrz (do 1957)
- Pałac Rady Ministrów – przebudowa wnętrz, 1950–1952, z Teodorem Bursche[3]
- Przystanek WKD „Śródmieście” Al. Jerozolimskie, 1963
- PIHiM, ul. Podleśna / Marymoncka 61, 1964–1965